# Prefettura di Tokushima
Tokushima (徳島県?) è una Prefettura giapponese di 824 108 abitanti (ad ottobre 2001), con capoluogo a Tokushima. Si trova nella regione di Shikoku, sull'omonima isola.

## Popolazione e città

### Città
- Anan
- Awa
- Komatsushima
- Mima
- Miyoshi
- Naruto
- Tokushima (capoluogo)
- Yoshinogawa

## Distretti
itano